# Idiopidae
Los idiópidos (Idiopidae) son una familia de arañas migalomorfas, la única representante de la superfamilia de los idiopoideos (Idiopoidea).
Son arañas de cuerpo grande que con frecuencia se parecen bastante a los terafósidos. Construyen madrigueras, y algunas especies cierran sus agujeros de entrada con una tapa.

## Sistemática
La categoritzación en subfamilias sigue las propuestas de Joel Hallan en su Biology Catalog.
- Arbanitinae Simon, 1903

- Aganippini

- Aganippe O. P-Cambridge, 1877 (Australia)
- Anidiops Pocock, 1897 (Australia)
- Eucyrtops Pocock, 1897 (Australia)
- Idiosoma Ausserer, 1871 (Australia)

- Arbanitini

- Arbanitis L. Koch, 1874 (Australia)
- Blakistonia Hogg, 1902 (Australia)

- Cantuaria Hogg, 1902 (Nueva Zelanda)

- Cataxia Rainbow, 1914 (Australia)

- Euoplos Rainbow, 1914 (Australia)

- Misgolas Karsch, 1878 (Australia)

- Genysinae Simon, 1903

- Genysa Simon, 1889 (Madagascar)
- Hiboka Fage, 1922 (Madagascar)
- Neocteniza Pocock, 1895 (América del Sur y Central)
- Scalidognathus Karsch, 1891 (India, Sri Lanka, Seychelles)

- Idiopinae Simon, 1892

- Ctenolophus Purcell, 1904 (Sur-África)
- Galeosoma Purcell, 1903 (sureste de África)
- Gorgyrella Purcell, 1902 (sudeste de África)
- Heligmomerus Simon, 1892 (África, India, Sri Lanka)
- Idiops Perty, 1833 (América del Sur, África, Sud-àsia, Oriente Próximo)
- Segregara Tucker, 1917 (Sur África)
- Titanidiops Simon, 1903 (África, Islas Canaries)

- incertae sedis

- Prothemenops Schwendinger, 1991 (Tailandia)